# Broløb
Broløb er en løbstradition der startede i forbindelse med de store brobyggerier på Storebælt og Øresund. Der været afholdt flere løb (halvmaraton) over broerne.

## Broløb på Storebæltsbroen
Der har seks gange i broens historie været arrangeret et motionsløb på broen. Det første løb foregik i 1997, da Vestbroen var bygget færdig og klar til togtrafik. Derefter har der været løbet broløb i 1998, 2005, 2008, 2011, 2014 og 2017. I 2008 blev der afholdt Broløb på Storebæltsbroen i anledning af, at det var ti år siden, at Storebæltsbroen blev indviet. Lørdag den 31. maj startede løbet kl. 16 fra Korsør. Målstregen var i Nyborg på den anden side af broen. Kommunerne; Korsør Kommune, Nyborg Kommune og atletik foreningerne; Korsør Atletik og Motion og NG&IF Gymnastik og Atletik arrangerer begivenheden i samarbejde med A/S Storebælt. 8926 løbere gennemførte løbet og det var dermed Danmarks største halvmaraton. Den seneste udgave af Broløbet Storebælt blev afholdt 13. september 2014 med godt 12.000 deltagere. Det foreløbigt sidste Broløb blev afholdt den 9. september 2017, idet transportministeren har bestemt, at løbet medfører for store trafikale problemer.

## Broløb på Øresundsbroen
I 2000 blev det første broløb afholdt på Øresundsbroen med mere end 80.000 deltagere. Dette forsatte, dog med undtagelse af år 2001, indtil 2006 hvor det sidste løb blev afholdt i denne omgang.
I anledning af 10-årsdagen for det første broløb, blev der i 2010 igen afholdt broløb på Øresundsbroen.
I 2025 vandt David Nilsson. Han brugte 1 time, 8 min, 28 sek på at tilbagelægge 21,0975 km. Det var også ham der vandt i 2010.